# Звонкий альвеоло-палатальный сибилянт
Звонкий альвеоло-палатальный сибилянт — мягкий шипящий согласный звук, также называемый звонкий альвеопалатальный фрикатив, звонкий альвеопалатальный щелевой согласный. В транскрипции МФА обозначается символом [ʑ, а в X-SAMPA — [z\].

## Свойства
- Звук звонкий, что значит, что при его произношении голосовые связки вибрируют.
- Способ образования — свистящий щелевой, то есть воздух направляется по желобку на спинке языка на острый конец зубов, вызывая высокочастотное дрожание.
- Место образования — десенно-твердонебный, то есть он артикулируется передней частью языка, а средняя часть языка поднимается к твердому небу.
- Это ротовой согласный, то есть воздух выходит через рот.
- Это центральный согласный, то есть воздух проходит над центральной частью языка, а не по сторонам.
- Механизм образования воздушной струи — лёгочный экспираторный, что значит, что звук производится выталкиванием воздуха из лёгких через речевой тракт, а не через голосовую щель или рот.

## В русском языке
В русском литературном языке [ʑ:] (обычно обозначается [ж❜:] или [ж̅’]) может встречаться внутри корня на месте сочетаний -жж- и -зж-; на месте сочетаний щ + любой звонкий звук из {б г д ж з} (Пример: товарищ генерал), а также в слове дождь и однокоренных, а также [ʑ] (обозначается [ж❜]) может встречаться в заимствованных словах: жюри, Жюль, жюльен.
Список слов, в которых может встретиться [ʑ:] (этот звук встречается и в их производных):
- Буквосочетание -жж- в корне слова:
  - дрожжи
  - вожжи
  - жужжать
  - можжевельник
  - можжуха (то же, что и можжевельник отсюда фамилия Можжухин)
  - яжжить (есть вариант написания язжить)
  - можжеря (отсюда фамилия Можжерин)
  - в производных от глагола жечь (прожженный, жжение, жжёт…)
  - можжира (устар. мортира)[3]

В словах межжаберный, межжелудочковый и подобных читается не [ж❜:], а [ж:] (МФА — ʐ)
- Буквосочетание -зж-
  - брезжить
  - брюзжать
  - визжать
  - дребезжать
  - уезжать,
  - мозжи́ть (есть вариант написания можжи́ть)
  - Мозжуха (деревня в Кемеровской области)
  - размозжи́ть
  - брызжет
  - позже
  - мозжечок
  - загромозжу

В словах вида приставка на з, с + корень на ж читается [ж:] (МФА — ʐ).
- В слове дождь и его производных (в форме слова дождь происходит оглушение звука [ж❜:], если следующее слово не начинается на любой звук из {б г д ж з})
- на месте буквосочетаний щ + любой звук из {б г д ж з}
  - вещдок
  - вещба Звучание слова "вещба" в русском языке(прорицание)

## В других языках
| Язык                 | Слово  | IPA                   | Перевод     | Замечания                                                                               |
| -------------------- | ------ | --------------------- | ----------- | --------------------------------------------------------------------------------------- |
| Абхазский            | ажьа   | [aˈʑa]                | 'заяц'      |                                                                                         |
| Адыгейский           | жьау   | [ʑaːw]                | 'тень'      |                                                                                         |
| Кабардино-черкесский | жьэ    | [ʑa]                  | 'рот'       |                                                                                         |
| Люксембургский       | Spigel | [ˈʃpiʑə̹l]             | 'зеркало'   | Аллофон /ʁ/.                                                                            |
| Нижнелужицкий        | źasety | [ʑäs̪ɛt̪ɨ]              | 'десятый'   | Zygis Marzena (2003), "Phonetic and Phonological Aspects of Slavic Sibilant Fricatives" |
| Польский             | źrebię | МФА: [ˈʑrɛbjɛ]о файле | 'жеребёнок' | см. Польская фонология                                                                  |
| Убыхский             | жьауа  | [ʑaːwа]               | 'тень'      | HANS VOGT "DICTIONNAIRE DE LА LANGUE OUBYKH", страница 223 №2370                        |
| Чувашский            | аҫу    | [aˈʑu]                | 'твой отец' | [ɕ] и [ʑ] не противопоставленны                                                         |
| Черногорский         | из́утра | [iʑutra]              | 'утром'     | [ɕ] и [ʑ] противопоставленны                                                            |

- Zygis, Marzena (2003), Phonetic and Phonological Aspects of Slavic Sibilant Fricatives (PDF), ZAS Papers in Linguistics, 3: 175–213, Архивировано (PDF) 11 октября 2017
- Gilles, Peter; Trouvain, Jürgen (2013), Luxembourgish (PDF), Journal of the International Phonetic Association, 43 (1): 67–74, doi:10.1017/S0025100312000278